# Praiano
Praiano (/praˡjaːno/) è un comune italiano di 1 943 abitanti della provincia di Salerno in Campania.
In quanto parte della Costiera amalfitana, il territorio comunale è Patrimonio dell'umanità dell'UNESCO dal 1997.

## Geografia fisica

### Territorio
- Classificazione sismica: zona 3 (sismicità bassa), Ordinanza PCM. 3274 del 20/03/2003.

### Clima
La stazione meteorologica più vicina è quella di Amalfi. In base alla media trentennale di riferimento 1961-1990, la temperatura media del mese più freddo, gennaio, si attesta a +10,7 °C; quella del mese più caldo, agosto, è di +26,8 °C.
Le precipitazioni medie annue superano i 1.700 mm, distribuite mediamente in 96 giorni, e presentano un minimo estivo, un picco in autunno-inverno ed un massimo secondario in primavera.

## Origini del nome
Il nome probabilmente deriva dal termine praia, ossia "spiaggia", dal greco plagion ("πλαγιον", piano inclinato), con l'aggiunta del suffisso di pertinenza -anus (Plagianus).

## Storia

### Simboli
Lo stemma e il gonfalone sono stati concessi con decreto del presidente della Repubblica dell'11 agosto 1975.
Lo stemma di Praiano è ricavato dall'Archivio di Stato di Napoli ed è conforme al sigillo dell'Universitas di Praiano, anni 1594-1595.
Il gonfalone è un drappo troncato di azzurro e di bianco, caricato dell'arma sopra descritta e riccamente ornato di fregi d'argento.

## Monumenti e luoghi d'interesse

### Architetture religiose
- Chiesa di San Gennaro
- Chiesa di San Luca Evangelista
- Chiesa di Santa Maria del Castro
- Cappella di Santa Maria di Costantinopoli
- Cappella di San Costanzo
- Cappella di San Bartolomeo
- Cappella di San Nicola

### Architetture militari
- Torre costiera Assiola
- Torre costiera Grado

## Società

### Evoluzione demografica
Abitanti censiti

### Religione
La maggioranza della popolazione è di religione cristiana di rito cattolico appartenenti all'arcidiocesi di Amalfi-Cava de' Tirreni.

## Cultura

### Eventi
- Festività di Maria SS. Annunziata, in frazione Marina di Praia, alla fine di marzo.
- Luminaria di San Domenico, con annessa festività, in frazione Vettica Maggiore, nei primi di agosto.
- Festival della tradizione.
- Festa di San Luca Patrono di Praiano, la prima domenica di luglio e il 18 ottobre.
- Festa di San Gennaro Patrono di Vettica Maggiore, la seconda domenica di maggio e il 19 settembre.
- Processione via mare del quadro bizantino della Madonna Posa, da Positano a Praiano. Dopo una sosta a Positano alla cappella dell'isola di Gallo Lungo, nell'arcipelago de Li Galli, va a Marina di Praia e si ferma per qualche giorno nella chiesa di Maria SS. Annunziata, da dove dopo viene riportata a Positano attraverso una lunga processione via mare.
- Festività Pasquali e Natalizie, nelle frazioni di Vettica Maggiore e Marina di Praia e nel paese.
- Festa delle origini di Praiano 13 agosto

## Infrastrutture e trasporti

### Principali arterie stradali
- Strada statale 163 Amalfitana, principale asse viario di accesso al territorio comunale.
- Strada provinciale 285 Innesto SS 163-Abitato di Praiano.

### Mobilità urbana
I trasporti urbani sono effettuati dalla società Torquato Tasso; i trasferimenti per le altre località della Costiera amalfitana sono effettuati dalla società Sita Sud.

## Amministrazione

### Sindaci
| Periodo           | Periodo           | Primo cittadino     | Partito                         | Carica                    | Note |
| ----------------- | ----------------- | ------------------- | ------------------------------- | ------------------------- | ---- |
| 23 aprile 1995    | 1º settembre 1995 | Salvatore Gagliano  | centro-destra                   | Sindaco                   |      |
| 1º settembre 1995 | 19 novembre 1995  | Vincenzo Amendola   | -                               | commissario straordinario |      |
| 19 novembre 1995  | 1º settembre 2000 | Salvatore Gagliano  | centro-destra                   | Sindaco                   |      |
| 1º settembre 2000 | 13 maggio 2001    | Umberto Castellano  | centro-destra                   | Vicesindaco f.f.          |      |
| 13 maggio 2001    | 28 maggio 2006    | Gennaro Amendola    | centro-sinistra                 | Sindaco                   |      |
| 29 maggio 2006    | 15 maggio 2011    | Gennaro Amendola    | lista civica                    | Sindaco                   |      |
| 16 maggio 2011    | 5 giugno 2016     | Giovanni Di Martino | lista civica Insieme in Libertà | Sindaco                   |      |
| 5 giugno 2016     | 3 ottobre 2021    | Giovanni Di Martino | lista civica Per Praiano        | Sindaco                   |      |
| 4 ottobre 2021    | in carica         | Anna Maria Caso     | lista civica SìAmo Praiano      | Sindaco                   |      |

### Altre informazioni amministrative
Le competenze in materia di difesa del suolo sono delegate dalla Campania all'Autorità di bacino regionale Destra Sele.